# 中橋町
中橋町（なかばしまち）は、石川県金沢市の地名。住居表示実施区域。

## 歴史

### 旧町名の概要
中橋町（なかばしまち）
- 地子町。1965年、一部が昭和町となる。1966年、一部が（新）中橋町、長田1丁目となる。1993年、一部が日吉町に編入される。1996年、一部が（新）中橋町、広岡1丁目となる。2001年、残部すべてが長田町・長田1丁目となる。

大隅町（おおすみちょう）
- 武家地

深川町（ふかがわちょう）
- 武家地

### 沿革
- 1966年（昭和41年）9月1日 - 住居表示実施により、大隅町の全部及び古道・中橋町・深川町の各一部から成立[1]。
- 1993年（平成5年）1月9日 - 金沢駅南地区土地区画整理事業の換地処分及び住居表示実施により、元菊町・昭和町・日吉町の各一部を編入。また、一部が昭和町に編入される[2]。
- 1996年（平成8年）10月2日 - 金沢駅西土地区画整理事業（第三工区）の換地処分及び住居表示実施により、（旧）中橋町・広岡町・日吉町・醒ケ井町の各一部を編入[3]。
- 2001年（平成13年）2月24日 - 金沢駅西第三土地区画整理事業の換地処分及び住居表示実施により、醒ケ井町の一部を編入[4]。

## 小・中学校の学区
- 市立小・中学校に通う場合、学区は以下の通りとなる
- 金沢市立長田町小学校、金沢市立長田中学校

## 交通

### 鉄道
町内に鉄道駅はない。

### バス
- 北鉄バス（北陸鉄道・北鉄金沢バス）　中橋バス停

### 道路
- 石川県道17号金沢港線
- 石川県道146号金沢停車場南線